# Brock Harris
Brock Harris é um modelo e ator dos Estados Unidos que ficou conhecido após aparecer na revista Têtu. O curta-metragem The Last Hunt produzido por Harris foi destacado pelo Festival Sundance de Cinema.

## Biografia e carreira
Brock Harris é filho de um professor de administração da educação em uma universidade e um diácono em uma igreja local. Sua mãe é professora de educação física. Sendo o segundo de quatro filhos, Harris foi nascido e criado em Stillwater, Oklahoma. Ao decorrer do ensino médio, Harris participou da comunidade de teatro[carece de fontes?] e desde o jardim de infância praticava luta. Praticou artes marciais e treinou para competir jiu-jitsu. Depois de estudar na escola para garotos Stillwater Boys Choir, Harris entrou e formou-se como músico e ator na The Hartt School of Music na Universidade de Hartford.
Quando calouro na faculdade, se inscreveu na Asics após ver um anúncio na internet que procurava lutadores colegiais para modelo. Após fazer o ensaio fotográfico para a Asics ficou afastado por um tempo devido a uma cirúrgia para remover um tumor das costas. Em 2008 ganhou popularidade na internet após estar na capa da revista francesa Têtu.
Em fevereiro de 2009, junto com outros quarenta modelos, Harris fez um ensaio com o fotógrafo de moda Bruce Webber, para a varejista de roupas Abercrombie & Fitch (A&F), no qual Harris se recusou a fazer cenas de nudez. Ainda no mesmo ano fez sua primeira peça teatral, A Christmas Carol, que foi apresentada na Hardfor Stage. Em 2014 teve seu primeiro papel na televisão, no elenco recorrente da telessérie Major Crimes.

## Filmografia

### Cinema
| Ano  | Título                                                  | Papel              | Nota           |
| ---- | ------------------------------------------------------- | ------------------ | -------------- |
| 2008 | Drop Dead Drunk                                         | Namorado de Romona |                |
| 2012 | Fish Will Bite                                          |                    | Curta-metragem |
| 2013 | Breathe In                                              | Paul               |                |
| 2013 | G.B.F.                                                  | Hamilton           |                |
| 2013 | Gone Missing                                            | Alex               |                |
| 2015 | Sam                                                     | Sam                |                |
| 2015 | Those Who Wander                                        | Trey               |                |
| 2015 | Goliath                                                 | David              | Curta-metragem |
| 2015 | Catch 22: Based on the Unwritten Story by Seanie Sugrue | Smoke              |                |
| 2015 | Love on the Run                                         | Hunk               |                |
| 2015 | Simple Little Lives                                     | Hank               |                |
| 2016 | The Last Hunt                                           | Daniel             | Curta-metragem |

### Televisão
| Ano       | Título       | Papel           | Nota        |
| --------- | ------------ | --------------- | ----------- |
| 2014-2015 | Major Crimes | Chad Stuart     | 3 episódios |
| 2016      | Blue Bloods  | Derrick Sanders | 1 episódios |